# Lulworthia calcicola
Lulworthia calcicola är en svampart som beskrevs av Kohlm. & Volkm.-Kohlm. 1989. Lulworthia calcicola ingår i släktet Lulworthia och familjen Lulworthiaceae.   Inga underarter finns listade i Catalogue of Life.